# Bùi Giảng
Bùi Giảng người Phú Yên, không rõ năm sinh năm mất, trước là Phó soái trong phong trào Cần Vương tỉnh Phú Yên (Việt Nam), sau hàng thực dân Pháp.

## Cuộc đời

### Hưởng ứng dụ Cần Vương
Tháng Năm năm Ất Dậu (tháng 7 năm 1885), cuộc phản công của phe chủ chiến ở Kinh thành Huế thất bại, Phụ chính Tôn Thất Thuyết buộc phải phò vua Hàm Nghi chạy ra Quảng Trị, xuống dụ Cần vương ngày 13 tháng 7 năm 1885.
Hưởng ứng, Bùi Giảng liền cùng với Lê Thành Phương phát động phong trào Cần Vương ở Phú Yên.
Ngày 15 tháng 8 năm 1885, tại núi Một, thôn Tân An, tổng Xuân Vinh (nay thuộc xã An Hoà, huyện Tuy An) Lê Thành Phương với vai trò chủ tướng đã làm lễ tế cờ và ban bố hịch chiêu quân. Sau đó, Bùi Giảng được cử làm Phó soái phụ trách thứ quân Xuân Đài và Xuân Sơn ở phía Bắc tỉnh.
Tháng 9 năm 1885, lực lượng Cần vương Phú Yên mở chiến dịch tấn công tỉnh thành An Thổ do Án sát Huỳnh Côn đứng đầu. Mặc dù, tỉnh thành trên vừa được tăng viện 800 lính Nam triều và một đại đội lính Pháp, nhưng trước sức tấn công mạnh mẽ của các cánh quân do Lê Thành Phương, Bùi Giảng, Lê Thành Bính chỉ huy... lần lượt các đồn bảo vệ ngoại vi, rồi thành tỉnh đều bị đánh hạ, buộc quân đối phương phải tháo chạy ra Quy Nhơn.
Thừa thắng, nghĩa quân đánh chiếm huyện thành Tuy Hòa, giết chết Tri huyện Lê Đình Mại, đuổi Án sát Đinh Duy Tân chạy vào Khánh Hòa.
Ngày 14 tháng 12 năm 1885, sau khi đánh hỗ trợ cho lực lượng Cần Vương Bình Thuận, Bùi Giảng rút quân về đánh chiếm thành Diên Khánh, bắt sống Bố chính và Án sát tỉnh Khánh Hòa rồi giao cho nghĩa quân Cần vương ở tỉnh này.
Từ tháng 4 đến tháng 6 tháng 1886, lực lượng Bùi Giảng gồm 3.000 người, phối hợp với Cần vương Bình Thuận do Ung Chiếm, Nguyễn Xương chỉ huy đã lần lượt đánh chiếm phủ Ninh Thuận, thành Phan Rí và Phan Thiết, rồi đem quân áp sát địa giới Nam Kỳ.
Trước tình hình đó, Soái phủ Nam Kỳ đã phải cử quân ra đàn áp các cuộc ứng nghĩa đang ngày càng lớn mạnh.
Ngày 4 tháng 2 năm 1887, quân Pháp cử đạo quân Nam Kỳ từ Sài Gòn xuống chiến hạm Nièvre để tiến ra Phú Yên. Đội quân này gồm 1.500 người, trong đó có 500 lính chính quy (200 lính Âu và 300 lính bản xứ) do Thiếu tá Chevreux chỉ huy và 1000 lính tình nguyện mới được tuyển mộ dưới quyền của Tổng đốc Trần Bá Lộc. 
Ngày sau, quân Pháp đến vịnh Xuân Đài. Khoảng 5 giờ sáng ngày hôm sau nữa (6 tháng 2), quân Pháp đổ bộ lên cửa biển Tiên Châu (cửa ngõ quan trọng nhất của Phú Yên bấy giờ), mở đầu cuộc tấn công vào quân khu Bắc do Phó tướng Bùi Giảng phụ trách.
Với lực lượng đông đảo và vũ khí hơn hẳn, quân Pháp nhanh chóng đánh chiếm các pháo đài Phú Vĩnh, Mỗi Tra, Tiên Châu... chọc thủng hệ thống phòng thủ tiền duyên tại Vũng Lắm, buộc nghĩa quân phải lùi sâu vào đất liền... Tiếp theo, lần lượt các cứ điểm là Tân Thạnh, Đồi Dương, Xuân Đài và thành An Thổ đều bị đánh hạ.
Mặc dù quyết tâm chống trả (tại bến đò Phủ, hơn 100 nghĩa quân đã hy sinh đến người cuối cùng để bảo vệ cứ điểm), nhưng cuối cùng đại đồn Định Trung do Phó soái Bùi Giảng chỉ huy cũng đã phải thất thủ vào ngày 7 tháng 2 năm 1887...

### Đầu thú
Đại đồn Định Trung thất thủ, nhưng Phó soái Bùi Giảng chạy thoát được. Đến khi hay tin thủ lĩnh Lê Thành Phương bị bắt (14 tháng 3 năm 1887), và lực lượng Cần Vương Phú Yên gần như đã tan tác hết, ngày 25 tháng 2 năm 1887, Bùi Giảng ra đầu thú. Sử gia Phạm Văn Sơn chép:
Bùi Giảng mang các thuộc hạ ra hàng, mang tiền bạc đã chiếm được khi đánh thành Phú Yên dâng hết cho (Trần Bá) Lộc. Y còn xin làm con nuôi Lộc để được đề bạt với thực dân Pháp và nhận chức Ký lục Sông Cầu. Sáu tháng sau, y được bổ Tri huyện rồi thăng dần lên tới chức Tổng đốc Bình Định...
Năm 1907, Tri huyện Hồ Sĩ Tạo đã lãnh đạo nhân dân đi xin giảm sưu thuế tại toà công sứ Quy Nhơn. Mặc dù bằng thái độ ôn hoà, thực dân Pháp vẫn ra tay đàn áp những người biểu tình. Sau đó, Hồ Sĩ Tạo bị Tổng đốc Bùi Giảng kết án tử hình. Nhưng nhờ cuộc vận động ở Huế, án tử hình của Hồ Sĩ Tạo được giảm còn khổ sai chung thân...